# Terry Plumeri
Jon Terryl "Terry" Plumeri (28 de noviembre de 1944 - 31 de marzo de 2016) fue un músico, compositor clásico, director de orquesta, contrabajista, conferencista, profesor, productor y compositor de bandas sonoras cinematográficas estadounidense.

## Primeros años
Plumeri nació en Greensboro, Carolina del Norte, y creció en Tampa, Florida. Comenzó a estudiar música cuando tenía 10 años. Mientras asistía a Chamberlain High School, el director de la banda, Robert Price, le presentó el contrabajo. Asistió a la Escuela de Música de Manhattan en la ciudad de Nueva York, estudiando con Robert Brennand, entonces bajista principal de la Orquesta Filarmónica de Nueva York . Posteriormente estudió composición y dirección con Antal Doráti. Durante su servicio militar, fue miembro de la Banda de la Fuerza Aérea.

## Carrera
Plumeri tocó con muchos grandes del jazz, incluidos John Abercrombie, Cannonball Adderley, Herbie Hancock, Woody Herman, Quincy Jones, Yusef Lateef, Les McCann, Wayne Shorter, Frank Sinatra, Ralph Towner y Joe Williams. Actuó en muchos lugares famosos, incluido el Carnegie Hall (Nueva York); Royal Albert Hall (Londres); Odeón de Herodes Ático (Atenas), Tchaikovsky Concert Hall (Moscú), así como los festivales de jazz de Newport, Monterey y Montreux.
Actuó, realizó giras y grabó con Roberta Flack de 1969 a 1974, tocando el bajo eléctrico y acústico. Aparece en los álbumes Chapter Two, Killing Me Softly y Quiet Fire. Además, escribió la canción "Conversation Love" del álbum Killing Me Softly.
Posteriormente, se mudó a Los Ángeles para trabajar en la industria cinematográfica. Escribió la música para más de 50 largometrajes, incluido el western Nate and the Colonel, Sometimes They Come Back de Stephen King, la película familiar Mr. Atlas y el drama criminal One False Move. Su música para One False Move fue nominada a "Mejor música" por los Premios Independent Spirit.
En años posteriores, fue director invitado de la Orquesta Filarmónica de Moscú y fue conferenciante, profesor, productor musical y fotógrafo invitado frecuente.

## Muerte
En la madrugada del 1 de abril de 2016, la policía acudió a un control de bienestar en la casa de Plumeri en Dunnellon, Florida. Los agentes lo encontraron muerto, con signos de traumatismo extenso en la parte superior del cuerpo. Las primeras especulaciones fueron que su muerte fue el resultado de un allanamiento de morada, posiblemente relacionado con una serie de crímenes de este tipo en el condado de Citrus. Posteriormente se descubrió que fue asesinado por ladrones (ahora bajo custodia).

## Discografía
- He Who Lives in Many Places (1971)
- Ongoing (1978) Relanzado en CD como "Water Garden" (2007)
- Plumeri Conducts Plumeri (1994)
- Film Music of Terry Plumeri (1994)
- Tchaikovsky/Plumeri/Moscow (1998)
- Blue In Green  (2005)
- Sand without water - Chamber Music of Johnterryl Plumeri (2010)
- Tchaikovsky Symphonies 4, 5, & 6/Johnterryl Plumeri-Conductor (2007)
- Chamber Music of Johnterryl Plumeri - Vol. 1 (2009)
- Johnterryl Plumeri and The Moscow Philharmonic Live at Tchaikovsky Hall (2012)

## Filmografía
- Black Eagle (1988)
- Scarecrows (1988)
- Distrito sin ley (1990)
- Sometimes They Come Back (1991)
- Lower Level (1991)
- Sin piedad (1991)
- One False Move (1992)
- Stepmonster (1993)
- Teenage Bonnie and Kelpto Clyde (1993)
- Night Eyes 3 (1993)
- Death Wish 5 (1994)
- Angel of Destruction (1994)
- Relentless IV: Ashes to Ashes (1994)
- Raging Angels (1995)
- Soldier Boyz (1995)
- Blood Money (1996)
- Mr. Atlas (1997)
- Black Sea Raid (2000)
- Route 666 (2001)
- Knight Club (2001)
- Nate and the Colonel (2003)
- Love Takes Wing (2009)
- Zero Option (2014)